# Réserve naturelle du Tombolo de Cecina
La réserve naturelle de Tombolo de Cecina (en italien : Riserva naturale tombolo di Cecina) est une zone naturelle protégée située sur la commune de Cecina, dans  la province de Livourne en Toscane,.

## Territoire
La réserve de 465 ha se trouve sur le front de mer au nord de la Marina di Cecina et de l'embouche de la  rivière Cecina.

## Faune
La faune est commune à celle typique vivant sur toute la bande côtière de la mer Tyrrhénienne recouverte du maquis méditerranéen. On y rencontre le renard, le hérisson, le porc-épic, la belette d'Europe et diverses espèces de serpents. 
Il existe plus de 157 espèces d'oiseaux recensées : parmi les rapaces les plus importants, on trouve le circaète Jean-le-Blanc (Circaetus gallicus), le busard des roseaux (Circus aeruginosus) et la chouette effraie des clochers (Tyto alba). Le pic vert (Picus viridis), la Huppe fasciée (Upupa epops), le rossignol philomèle (Luscinia megarhynchos) et la fauvette mélanocéphale (Sylvia melanocephala) sont typiques de la forêt de pins .

## Flore
La réserve est principalement couverte de pin maritime (Pinus pinaster) et d'arbustes comme le genévrier et de plantes comme le monium dont l'espèce limonium etruscum est en extinction ainsi que le périploque de Grèce (Periploca graeca).

## Galerie

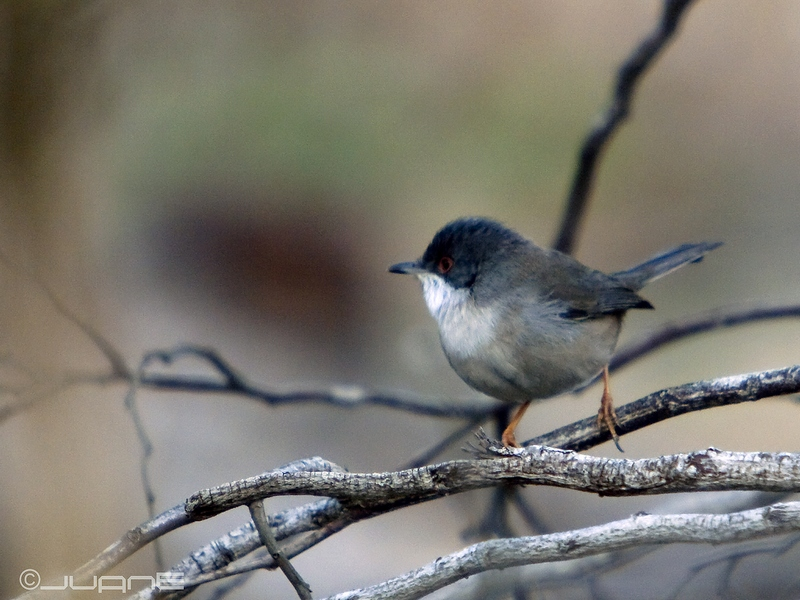
Fauvette mélanocèphale.
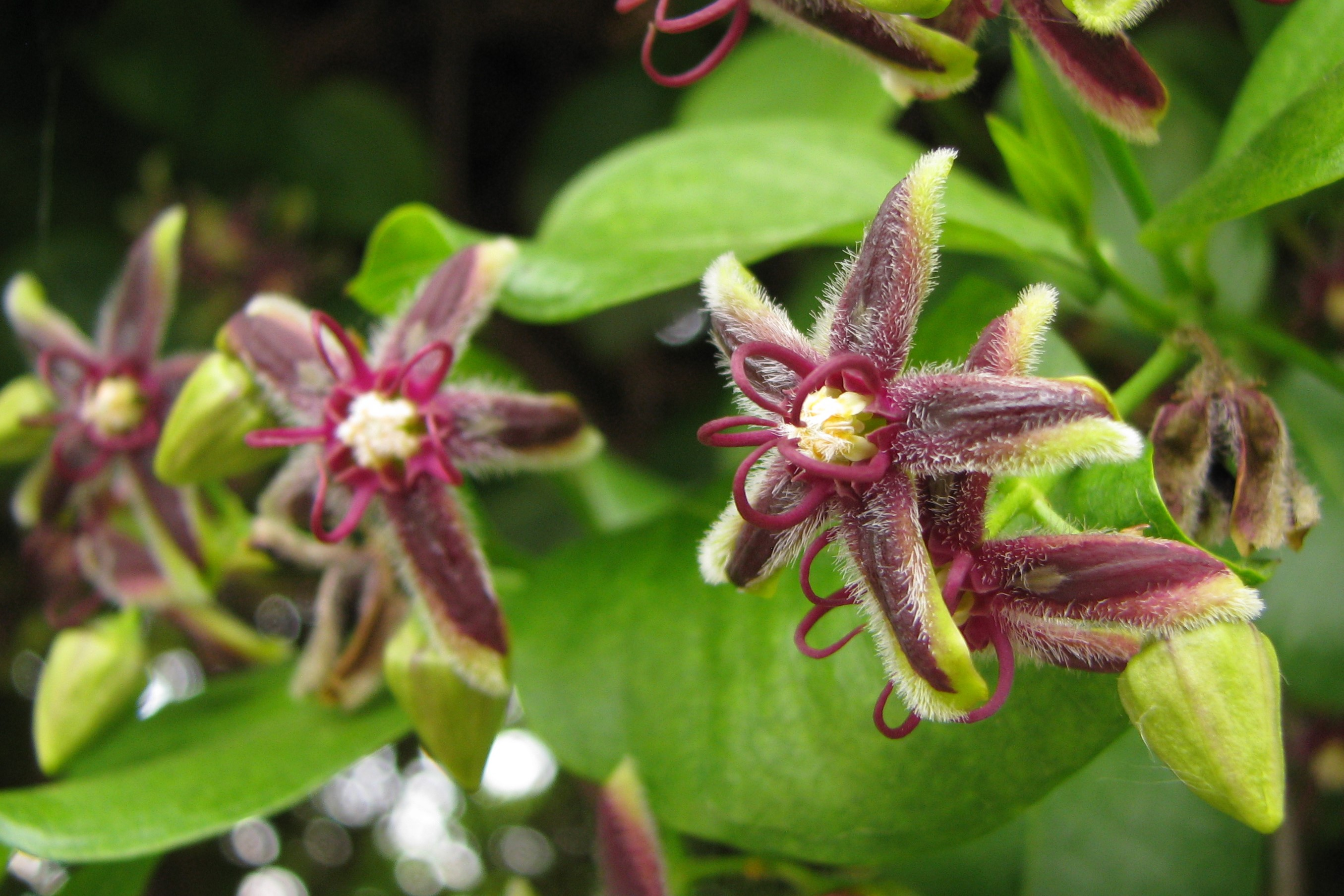
Périploque de Grèce.